# Santa Fe (Nové Mexiko)
Santa Fe (originální název španělsky La Villa Real de la Santa Fé de San Francisco de Asís, v překladu Královské město svaté víry svatého Františka z Assisi) je hlavní město Nového Mexika ve Spojených státech amerických.
Od svého oficiálního založení v roce 1610 do počátku 19. století bylo Santa Fe hlavním městem provincie Nové Mexiko, spadající nejprve pod Místokrálovství Nové Španělsko a poté pod Mexiko. Američané je vojensky obsadili v roce 1846, v roce 1850 se stalo městem teritoria Nové Mexiko.
Město je formálním centrem římskokatolické arcidiecéze Santa Fe (mezi význačné stavby patří katedrála svatého Františka), správa arcidiecéze však sídlí v Albuquerque.

## Demografie
Ve městě žije přibližně 88 tisíc obyvatel.

### Rasové složení
- 78,9 % Bílí Američané
- 1,0 % Afroameričané
- 2,1 % Američtí indiáni
- 1,4 % Asijští Američané
- 0,1 % Pacifičtí ostrované
- 12,8 % Jiná rasa
- 3,7 % Dvě nebo více ras

Obyvatelé hispánského nebo latinskoamerického původu, bez ohledu na rasu, tvořili 48,7 % populace.

## Partnerská města
- Buchara, Uzbekistán
- Cujama, Japonsko
- Holguín, Kuba
- Parral, Mexiko
- Santa Fe, Španělsko
- Sorrento, Itálie

## Galerie

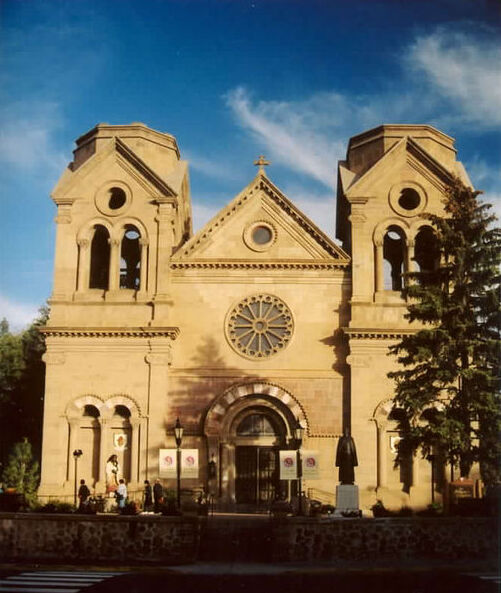
Katedrála Sv.Františka z Assisi
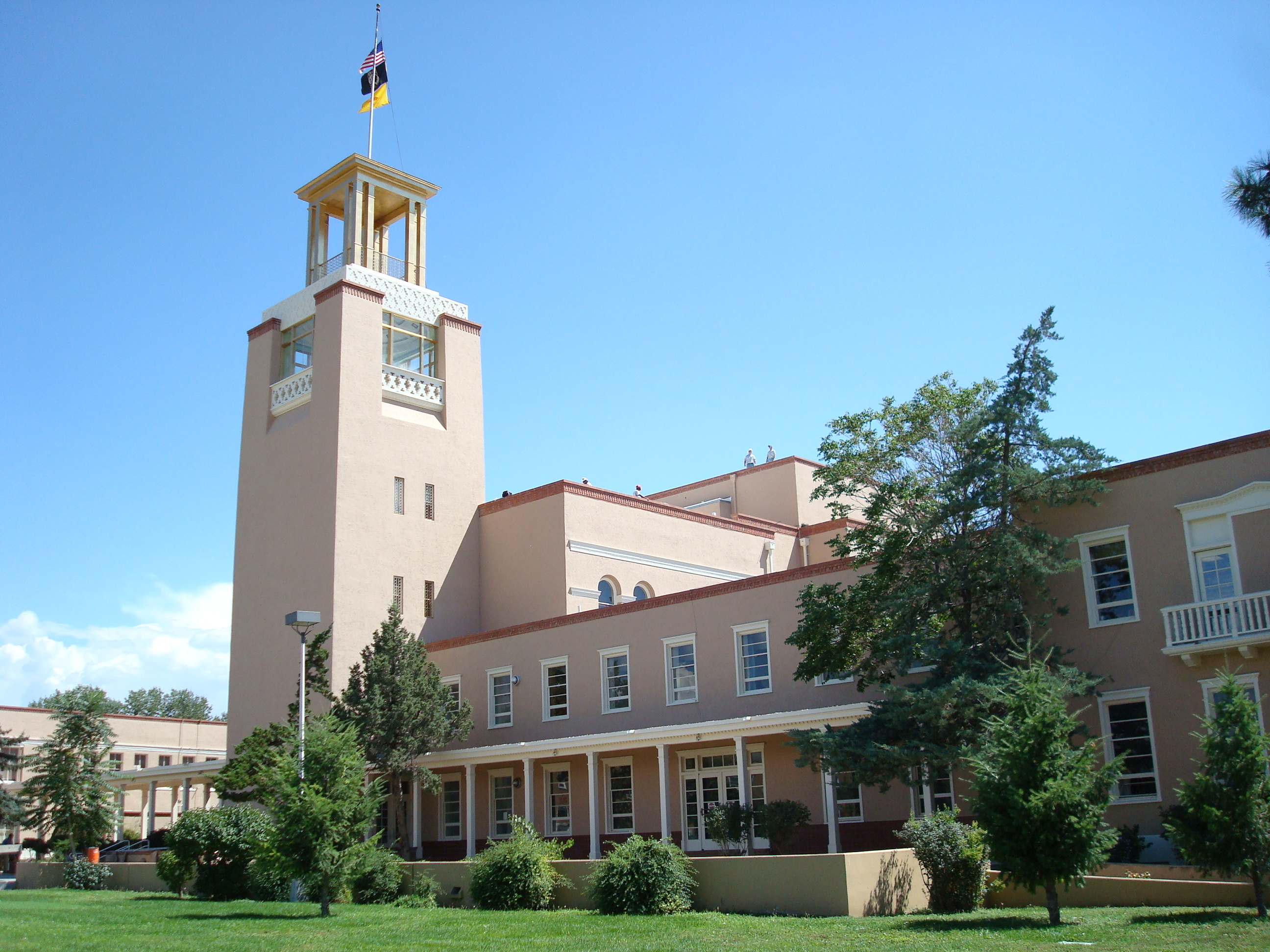
Památník Bataan
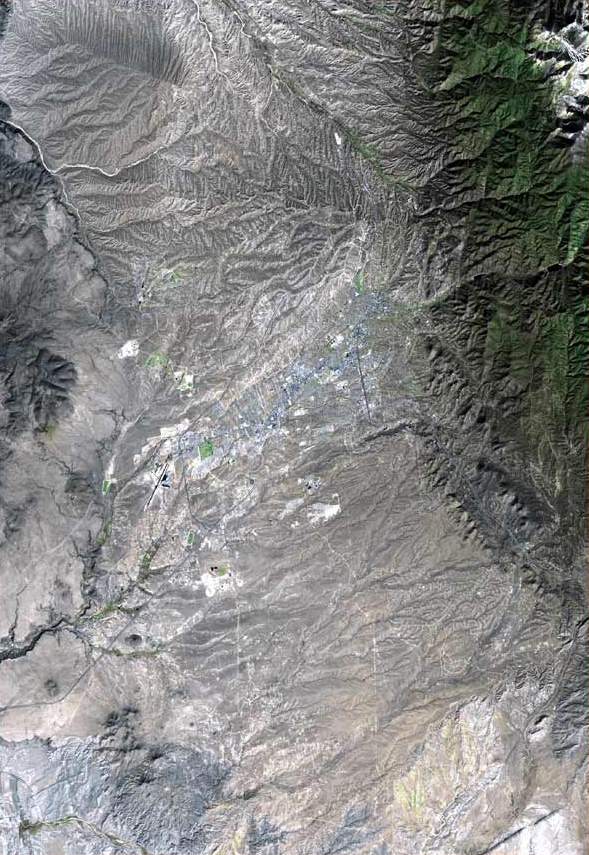
Satelitní snímek Santa Fe